# Lokale politieke partij
Een lokale politieke partij is een politieke partij die alleen actief is in een bepaalde gemeente, daar al dan niet vertegenwoordigd is in de gemeenteraad, en die geen binding heeft met een landelijke of anderszins bovenlokale partij. Ook partijen die enkel binnen een bepaalde provincie actief zijn, worden als lokaal gezien. Onder ‘niet-lokale partijen’ (soms wordt enkel van ‘landelijke partijen’ gesproken) worden doorgaans de lokale afdelingen van de landelijke, in de Tweede Kamer vertegenwoordigde, partijen bedoeld.
Na 2002 nam de aandacht voor lokale partijen toe, waarschijnlijk ten gevolge van de flinke winst die ze dat jaar bij de verkiezingen behaalden. In 2010 verscheen het boek Ik raadslid door J. (Jasper) Loots, G.T. (Geeske) Wildeman, T.A.J.M. Smolders, R.M. (Roel) Freeke en anderen. Hierin wordt in acht thematische hoofdstukken een overzicht geboden van de belangrijkste zaken waar raadsleden mee te maken hebben. Het werk is vooral bedoeld als hulp en leidraad voor raadsleden ten behoeve van deze nevenfunctie. Piet-Hein Peeters en Jasper Loots publiceerden in 2013 het boek De gemeenteraad heeft geen toekomst; waarom stemmen op 19 maart 2014? Per 2014 waren in Nederland echter zo'n 10.000 raadsleden actief in ruim vierhonderd gemeenten, die alle vallen onder de Vereniging van Nederlandse Gemeenten (VNG).
In maart 2018 stemde bijna dertig procent van de Nederlandse kiezers op een lokale partij. Kort na deze verkiezingsuitslag werd wederom duidelijk dat het fenomeen ‘lokale partij’, in het hedendaags spraakgebruik wel als "lokalo's" aangeduid, tot discussie leidt. Per 2018 waren in gemeenteraden ruim 800 niet aan landelijke of niet aan regionale partijen verbonden lokale partijen actief, hetgeen bijdraagt aan de verschillende meningen. 
In verschillende studies is geprobeerd meer te weten te komen over het functioneren van lokale partijen. In 2019 was er door ook wetenschappelijke aandacht voor het fenomeen lokale partijen al veel bekend over het functioneren ervan, maar ook veel onbekend. Vandaar gingen de universiteiten van Tilburg (Tilburg University), Twente (UT), Leiden (Leiden University) en Groningen (RUG) het verschijnsel ‘lokale partij’ gezamenlijk verder onderzoeken. De eerste stap daartoe werd mogelijk gemaakt door een subsidie van het ministerie van Binnenlandse Zaken en Koninkrijksrelaties. 
In oktober 2019 verscheen Een overzicht van kennis over lokale partijen 2002-2019 door Julien van Ostaaijen, met medewerking van Milou Peeters, Sander Jennissen, Gerrit Voerman en Simon Otjes, een onderzoeksrapport vanuit de universiteit Tilburg. Hierin wordt gesteld dat er meerdere definities van lokale partijen in omloop zijn. Zo spreekt bestuurskundige Linze Schaap van “partijen die slechts in één gemeente aan de verkiezingen deelnemen”. Volgens de Vereniging voor Plaatselijke Politieke Groeperingen (VPPG) is een lokale politieke groepering een “partij of groepering, die slechts in één gemeente aan de gemeenteraadsverkiezingen meedoet en geen enkele binding heeft met een landelijke partij”. 
In Onderzoek Wet financiering politieke partijen. Consequenties uitbreiding Wfpp naar decentraal niveau, een publicatie uit 2013, definiëren de auteurs Freeke, Loots, B.L. Mooren, T.A.J.M. Smolders en M.C. Westeneng een lokale partij als "een partij die onder een conform de Kieswet geregistreerde aanduiding boven de kandidatenlijst heeft deelgenomen aan de laatstgehouden verkiezingen van één der Provinciale Staten, gemeenteraden of algemene besturen van een waterschap en daarin met een zetel is vertegenwoordigd”. De Kiesraad houdt het op “een groep mensen die probeert zetels te winnen tijdens de gemeenteraadsverkiezingen en zich daarbij niet (organisatorisch of door middel van naamgeving) heeft verbonden met een groep (of meerdere groepen) die dat (ook) in andere gemeenten of bij de provinciale of landelijke verkiezingen probeert (proberen) te doen.” 